# 에드워드 슈라이어
에드워드 슈라이어(영어: Edward Schreyer, CC, OM, 1935년 12월 21일~)는 캐나다의 제22대 총독이다.

## 서훈
- 2000년 매니토바 주 훈장(Order of Manitoba, OM)

| 전임 쥘 레제르 | 제22대 캐나다의 총독 1979년 1월 22일 ~ 1984년 5월 14일 | 후임 잔 마틸드 소베 |